# ستيف كولينز (متزلج قفز)
ستيف كولينز (بالإنجليزية: Steve Collins)‏ (و. 1964  م) هو متزلج قفز كندي، ولد في ثاندر باي، أونتاريو، شارك في الألعاب الأولمبية الشتوية 1988، والألعاب الأولمبية الشتوية 1984، والألعاب الأولمبية الشتوية 1980.

## جوائز
حصل على جوائز منها:
- Tom Longboat Awards [الإنجليزية]‏ (1979).

## روابط خارجية
- ستيف كولينز على موقع الاتحاد الدولي للتزلج (القفز التزلجي) (الإنجليزية)
- ستيف كولينز على موقع اللجنة الأولمبية الدولية (الإنجليزية)
- ستيف كولينز على موقع أوليمبيديا (الإنجليزية)